# Рисаль, Хосе
Хосе́ Прота́сио Риса́ль Мерка́до и Ало́нсо Реало́нда (исп. José Protasio Rizal Mercado y Alonso Realonda; 19 июня 1861 — 30 декабря 1896) — филиппинский просветитель и учёный, испаноязычный поэт и писатель, полиглот, художник и скульптор тагальско-китайского происхождения. Идеолог возрождения народов Юго-Восточной Азии и филиппинского национализма. Наряду с Марсело дель Пиларом, он был одним из основателей реформаторского движения в испанских Филиппинах, подготовившего филиппинскую революцию. Биографы Рисаля называли его «гордостью малайской расы» и «первым филиппинцем».
Был прекрасно образован, знал свыше двух десятков языков, включая русский и мог свободно общаться на 7-10 языках. Он считал, что многонациональный народ Филиппин ещё не готов к независимости, поскольку колонизаторы внедрили в массы психологию рабов, от которой необходимо сначала освободиться. Из-за рабской психологии в случае скорой победы революционеров установленная ими диктатура, скорее всего, выродится в тиранию, что для народа будет хуже, чем власть колонизаторов — «Зачем независимость, если сегодняшние рабы завтра станут тиранами?». Впоследствии филиппинская революция с жёсткой борьбой её лидеров за власть во многом подтвердила пророчество писателя. Но «дорогу осилит идущий», и гражданское движение за давно назревшие реформы он считал необходимым для распространения национально-демократических идей и подготовки народов Филиппин к освобождению и самостоятельному существованию.
Публично казнён колониальными властями за якобы участие в подготовке восстания против испанского господства на Филиппинах, хотя его творчество создавало только революционную ситуацию. В восстании, которое подготовили члены организации «Катипунан», он не участвовал и считал его преждевременным и самоубийственным. Почётным президентом «Катипунана» Рисаль был выбран помимо своей воли. После казни Хосе Рисаль стал национальным героем и символом филиппинской революции.

## Детство

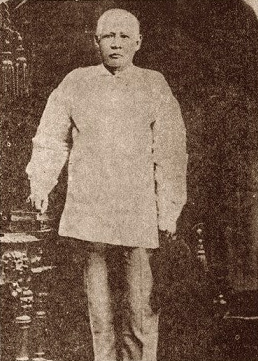
Франсиско Меркадо Рисаль (1818—1897)

Хосе Рисаль родился в 1861 году в семье Франсиско Меркадо Рисаля и Теодоры Алонсо в городе Каламба провинции Лагуна. У него было девять сестёр и один брат. Его родители были зажиточными арендаторами, которые выращивали рис на землях доминиканских монахов. Дополнительные фамилии «Рисаль» и «Реалонда» семьи его отца и матери взяли в 1849 году, когда испанские власти в целях переписи приказали всем филиппинцам взять испанские фамилии. (Хотя обе семьи тогда уже имели испанские фамилии.) Предки его отца приехали на Филиппины в конце XVII из Китая и приняли христианство.

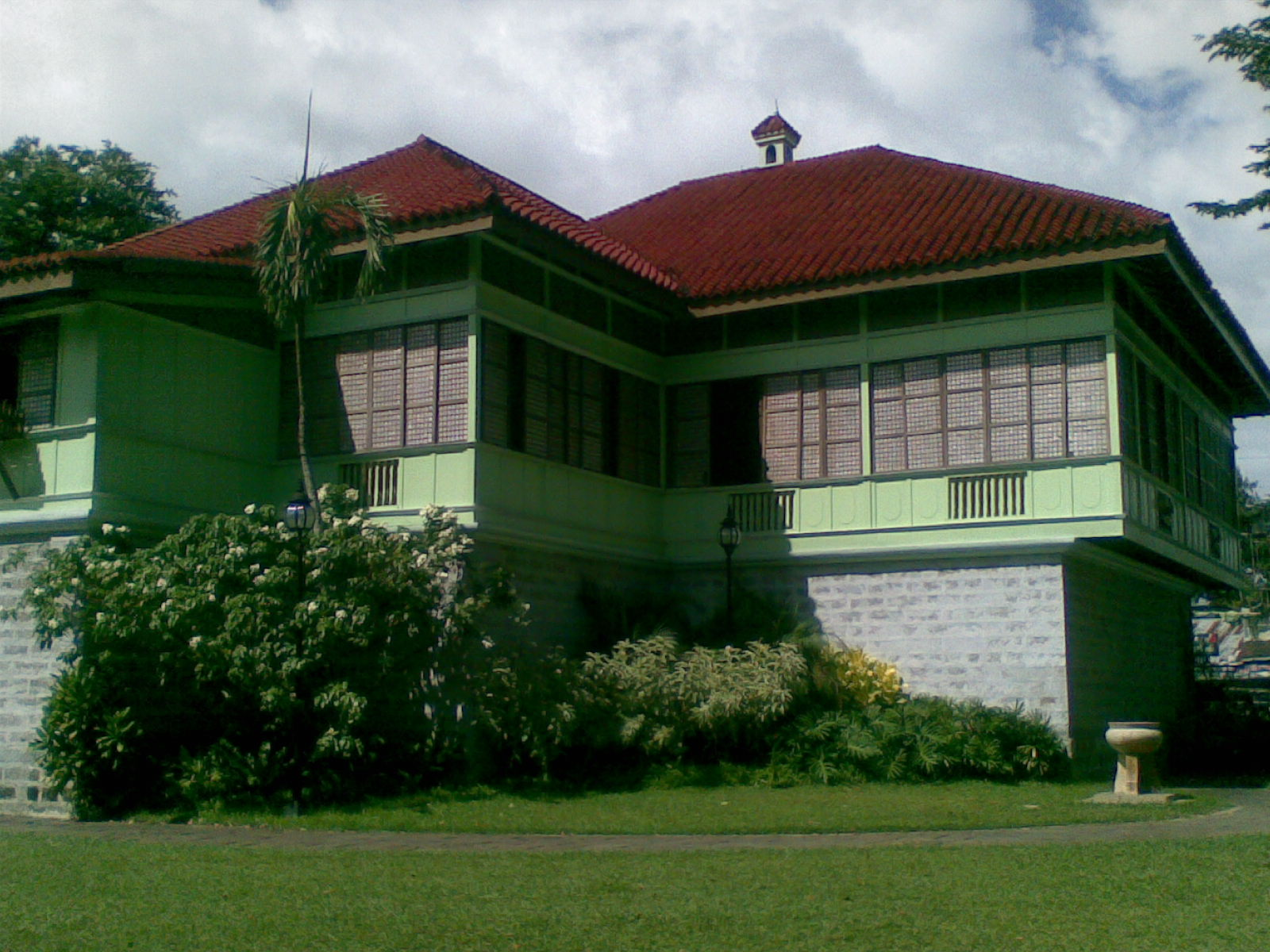
Дом Рисалей в Каламбе, Лагуна

Хосе был вундеркиндом. Он освоил алфавит в 3 года, а в 5 лет уже читал и писал. При поступлении в университет он по совету семьи упростил имя и вместо основной взял ранее второстепенную фамилию Рисаль, чтобы не ассоциироваться со своим братом, который приобрёл дурную репутацию из-за связей с несколькими казнёнными филиппинскими священниками.
Впоследствии своей поэзией, критической в отношении колониальных властей публицистикой и романами он так прославил свою второстепенную фамилию, что в 1891 году писал другу: «Вся моя семья теперь носит фамилию Рисаль вместо Меркадо, потому что за фамилию Рисаль их преследуют! Отлично! Я хочу присоединиться к ним и быть достойным своей семьи».

## Образование на Филиппинах

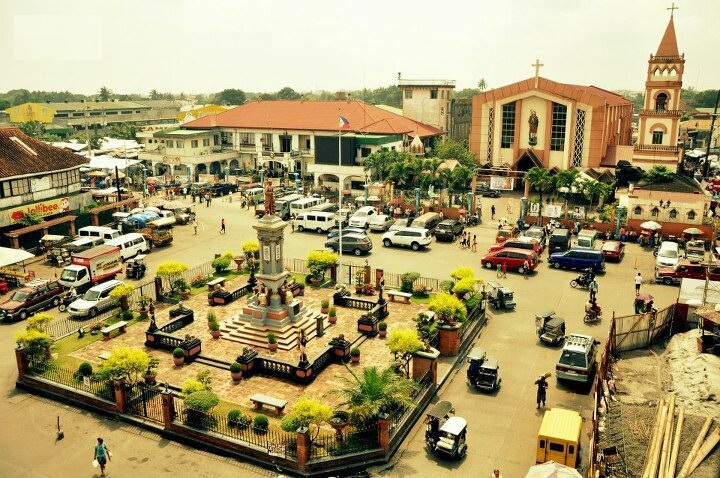
Памятник на площади Рисаля в Биньяне.

Формальную учёбу Рисаль вместе с братом Пасьяно начал в возрасте восьми лет в Биньяне в 1869 году. Для этого он переехал в расположенный около города дом деда по матери, Хосе Альберто Алонсо. Обучал Рисаля персональный преподаватель Хустиньяно Акино Крус. После полутора лет обучения Крус посоветовал 10-летнему Рисалю продолжить учёбу в высших учебных заведениях Манилы. В честь пребывания Рисаля в Биньяне на центральной площади города национальному герою Филиппин воздвигнут монумент.
В Маниле Рисаль поступил в университет Атенео-де-Манила и закончил общий курс в числе девяти студентов с оценками «только отлично». Он продолжал учёбу в этом университете, чтобы получить диплом землеустроителя и оценщика. В это же время он прослушал вводный курс права в университете Санто-Томас. Когда он узнал, что его мать постепенно слепнет, он перешёл на факультет медицины и хирургии того же университета по специальности офтальмология.

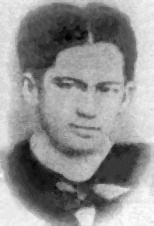
Рисаль во время учёбы в университете Санто-Томас

## Жизнь в Европе
Без согласия своих родителей он в одиночку уехал в Мадрид в мае 1882 года и изучал медицину Мадридском университете Комплутенсе, где получил степень лиценциата медицины. Он также слушал лекции по медицине в Парижском университете и в Гейдельбергском университете. В Берлине он стал членом Берлинского общества этнологии и Берлинского антропологического общества при посредничестве известного немецкого учёного Рудольфа Вирхова. В апреле 1887 года согласно правилам он прочитал доклад на немецком перед Антропологическим обществом о тагальском языке. Гейдельберг вдохновил Рисаля на поэму «A las flores del Heidelberg» (Цветы Гейдельберга), в которой поэт вспоминал Филиппины и молился за свою родину и общие ценности Востока и Запада.
В 1887 году в Гейдельберге 25-летний Рисаль завершил свою офтальмологическую специализацию под руководством известного профессора Отто Беккера. Здесь же он познакомился с недавно изобретённым офтальмоскопом, чтобы позднее использовать его для лечения глаз своей матери. Из Гейдельберга Рисаль писал родителям: «Полдня я учу немецкий, а вторую половину изучаю болезни глаз. Дважды в неделю я хожу в пивную, чтобы практиковаться в немецком со своими друзьями студентами». Несколько месяцев он прожил в семье протестантского пастора Карла Ульмера в Вильгельмсфельде. Здесь он написал последние главы романа «Не прикасайся ко мне», который был опубликован в Берлине в 1887 году".
Рисаль был полиглотом, одарённым не только способностями к науке, но и множеством художественных талантов. Он занимался живописью, рисовал, занимался скульптурой и резьбой по дереву. Семья Ульмера и Блументритты берегли даже салфетки с набросками и записями Рисаля, которые впоследствии были завещаны его семье. Рисаль был талантливым поэтом, эссеистом и романистом. Наиболее известны два его романа — «Не прикасайся ко мне» и продолжение, «Флибустьеры». Его произведения стали ядром литературы, которая вдохновляла как мирных антиколониальных реформаторов, так и революционеров.
Рисаль мог разговаривать более чем на 10 языках. В своём эссе, «Размышления филиппинца» (La Solidaridad, c.1888), он писал: «Человек умножается на число языков, которыми он владеет». Он отлично фехтовал и стрелял из пистолета. Друг Рисаля доктор Адольф Мейер считал его многогранность «ошеломляющей».

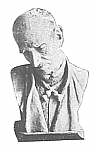
Бюст падре Гернико работы Рисаля.

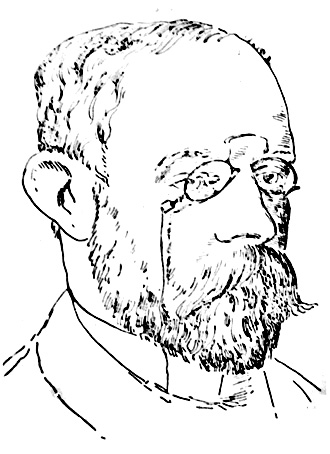
Карандашный портрет друга Рисаля Блументритта

С 1888 года до возвращения на Филиппины Рисаль активно участвует в реформаторском движении филиппинцев в Испании.
Совместно со своим двоюродным братом Галикано Апасибле в декабре 1888 года в Барселоне основал организацию «Ла Солидаридад» (Солидарность).
В 1888 году Рисаль совершил далёкое путешествие в Японию и США.

В 1891 году в Генте (Бельгия) был опубликован второй роман писателя, «Флибустьеры». Это произведение стало продолжением первого романа, который был запрещён на Филиппинах. Его название и сюжет перекликаются с враждебной реакцией на первый роман испанского монашества и колониальной «элиты», которые навесили на Рисаля ярлыки «флибустьера» и «подрывного элемента». Второй роман продемонстрировал изменение взглядов писателя на перспективу мирных реформ и повествует уже о подрывной и революционной деятельности. Однако идею революционного насилия и в этом романе Рисаль не только не пропагандирует, но и прямо отвергает.

## Возвращение на Филиппины и ссылка в Дапитан
После возвращения в Манилу в 1892 году Рисаль сформировал гражданское движение под названием «Филиппинская лига». Организация собиралась продвигать умеренные социальные реформы легальными методами, но тут же была распущена губернатором. В это время Рисаль уже был объявлен властями врагом государства из-за публикации своих романов.
Рисаля обвинили в революционной деятельности и в июле 1892 депортировали в Дапитан, город на острове Минданао.
Информации о жизни Рисаля на Минданао немного, но считается, что он преподавал в школе, которую сам создал, а история знакомства его с будущей женой свидетельствует, что он занимался врачебной практикой. Один из будущих губернаторов провинции Замбоанга на Минданао, Хосе Асениеро был его учеником. Также он изучал местную фауну и вёл обширную переписку с учёными и друзьями в Европе на множестве языков, что озадачивало местную цензуру.
В Дапитане Рисаль по свидетельству современников изучил русский язык. В письме своему другу А. Б. Мейеру в ноябре 1893 года он просит прислать сочинения Тургенева, Гоголя, Короленко и Данилевского. И только относительно сочинений Гоголя стоит пометка — на «немецком языке». Книги Рисаль получает в 1894 году, о чем немедленно пишет Блюментритту: «Сегодняшняя почта доставила мне огромную радость — прибыло много книг Гоголя, Тургенева, Данилевского…»
В Дапитане испанские монахи, в первую очередь иезуиты, неоднократно пытались вернуть Рисаля в «лоно католической церкви». Рисаль отверг эти попытки с позиций деизма и экуменизма. В подробном письме монахам, он объяснил, что Бог слишком велик, чтобы какая-либо отдельная церковь, дело рук человеческих, могла вместить и выразить всё его величие.
В течение его четырёхлетней ссылки на Минданао на Лусоне назревала Филиппинская революция, в которой его потом обвинили. Он осудил восстание и предпочёл сам стать жертвой, но члены «Катипунана» не только назначили его своим почётным президентом, но и шли в бой с его именем.

## Общественно-политическая деятельность

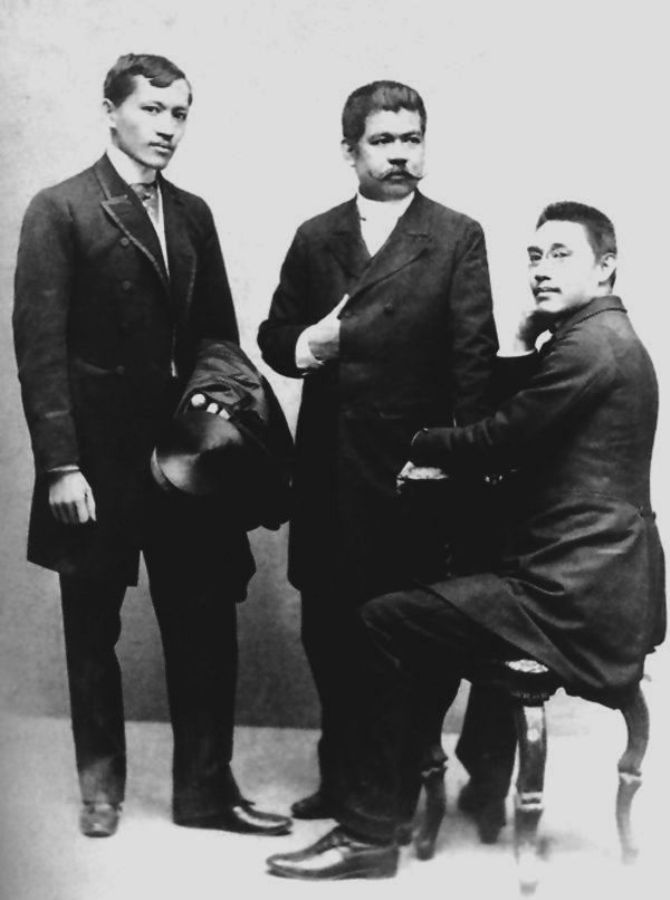
Лидеры реформаторского движения слева направо: Хосе Рисаль, Марсело Дель Пилар и Понме, Мариано. 1890.

Рисаль видел своё предназначение в просвещении филиппинского народа, формировании свободного мышления и национального самосознания. Будучи
видным членом Движения за просвещение филиппинцев и организации Солидарность, он в одноимённой газете «La solidaridad» опубликовал множество публицистических статей ради продвижения конкретных и давно назревших реформ.
Основные требования филиппинских реформаторов сводились к следующему.
- Представительство филиппинцев в испанском парламенте;
- Замена испанских священников на филиппинских. Создание системы образования независимой от католических монахов;
- Отмена трудовой повинности и системы принудительных правительственных закупок у филиппинских крестьян;
- Гарантии основных свобод;
- Равенство испанцев и филиппинцев перед законом и равные возможности государственной службы для филиппинцев и испанцев;

Первоначально филиппинские реформаторы, включая Рисаля и Дель Пилара, видели будущее Филиппин на пути ассимиляции и требовали для островов статуса испанской провинции. Упорное нежелание испанских властей идти на какие-либо реформы и запрет легального реформаторского движения на Филиппинах изменили взгляды даже умеренных реформаторов и привели к формированию революционной ситуации.
Но основную роль в формировании национального самосознания филиппинской интеллигенции сыграли художественные произведения писателя, в первую очередь два его романа,
которые стали популярны не только на Филиппинах, но и в Европе, и вызвали ненависть испанских монахов и колониальных властей. В итоге, как и предвидел его друг Блументритт, это привело к гибели писателя, хотя в своих произведениях он не призывал к насилию, а наоборот предостерегал от необдуманного революционного энтузиазма.

## Личная жизнь

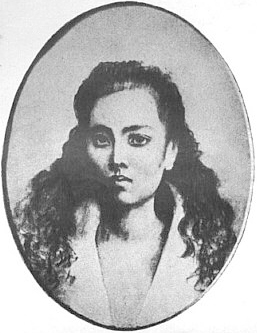
Портрет Леонор Риверы работы Рисаля

Первой серьёзной и длительной страстью Рисаля была Леонор Ривера, которая стала прообразом Марии Клары в двух романах писателя. Ривера и Рисаль впервые встретились в Маниле, когда Ривере было только 14 лет. Когда в 1882 Рисаль уехал в Европу Ривере было 16. Их переписка началась с прощальной поэмы Рисаля.
Когда Рисаль вернулся на Филиппины в августе 1887 года его роман «Не прикасайся ко мне», вышедший в свет весной, уже наделал много шума и был запрещён на Филиппинах как «подрывной». Церковь грозила Рисалю отлучением. Поэтому отец запретил Рисалю встречаться с Риверой, чтобы не подвергать её семью опасности. Рисаль хотел жениться на Ривере до отъезда с Филиппин. Он ещё раз просил разрешения у отца, но встреча так и не состоялась. В 1888 году Рисаль целый год не получал писем от Риверы, хотя продолжал писать сам. Причина крылась в том, что мать Риверы решила выдать дочь замуж за английского инженера Генри Киппинга. Известие о свадьбе Риверы и Киппинга стало для Рисаля ударом.
Впоследствии Рисаль не был обделён женским вниманием ни в Европе, ни в Азии, но вновь серьёзные отношения у него сложились только незадолго до смерти во время ссылки в Дапитане.

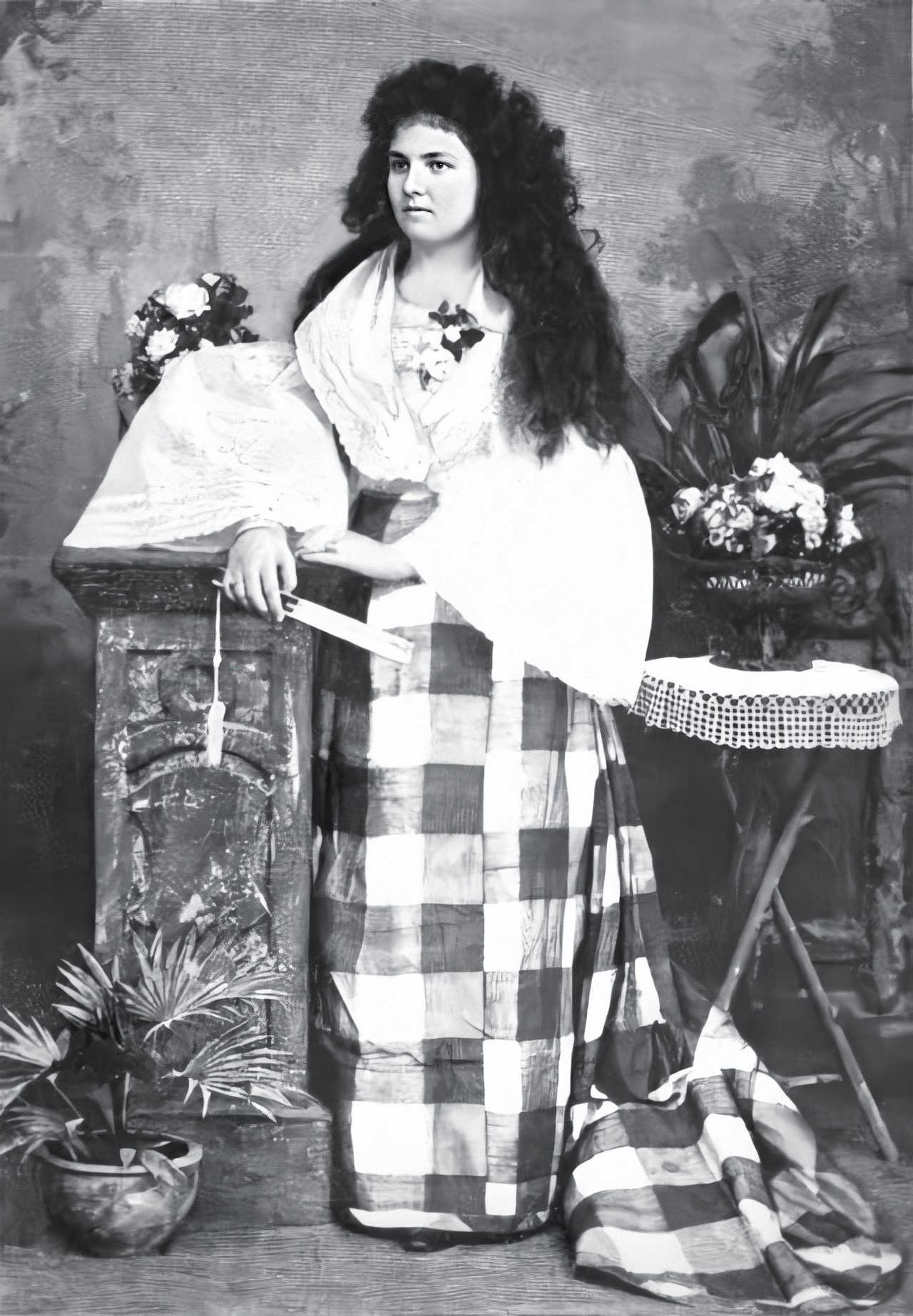
Жозефина Бракен, гражданская жена Рисаля

В феврале 1895 года Рисаль встретил Жозефину Бракен, ирландку из Гонконга, которая привезла удочерившего её слепого отца на лечение к Рисалю. После нескольких встреч между ними завязался роман. Они хотели пожениться, но местный священник отказался это сделать без разрешения епископа. Рисаль должен был «отречься от своих заблуждений» и вернуться в лоно католичества. Ему вменялись не только антиклерикальные романы, но и масонство.
Сопроводив своего отца обратно в Гонконг и возвращаясь через Манилу в Дапитан, Жозефина представилась семье Рисаля. Мать Рисаля предложила заключить гражданский брак, не столь сакральный, но более приемлемый для Рисаля нежели политическое отречение от своих взглядов.. Жозефина родила сына, который умер сразу же после преждевременных родов.

## Арест и казнь

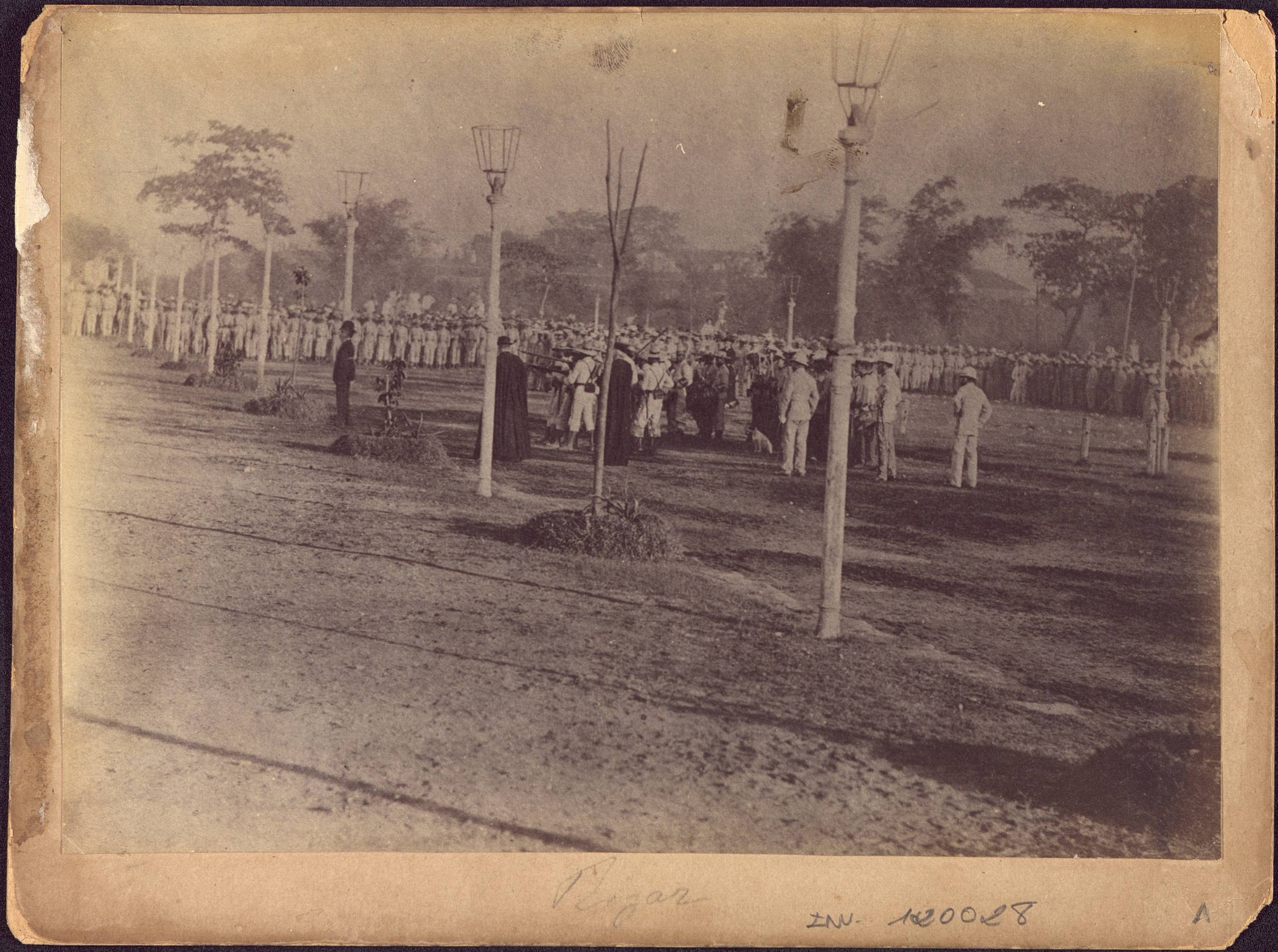
Расстрел Хосе Рисаля испанскими колонизаторами.

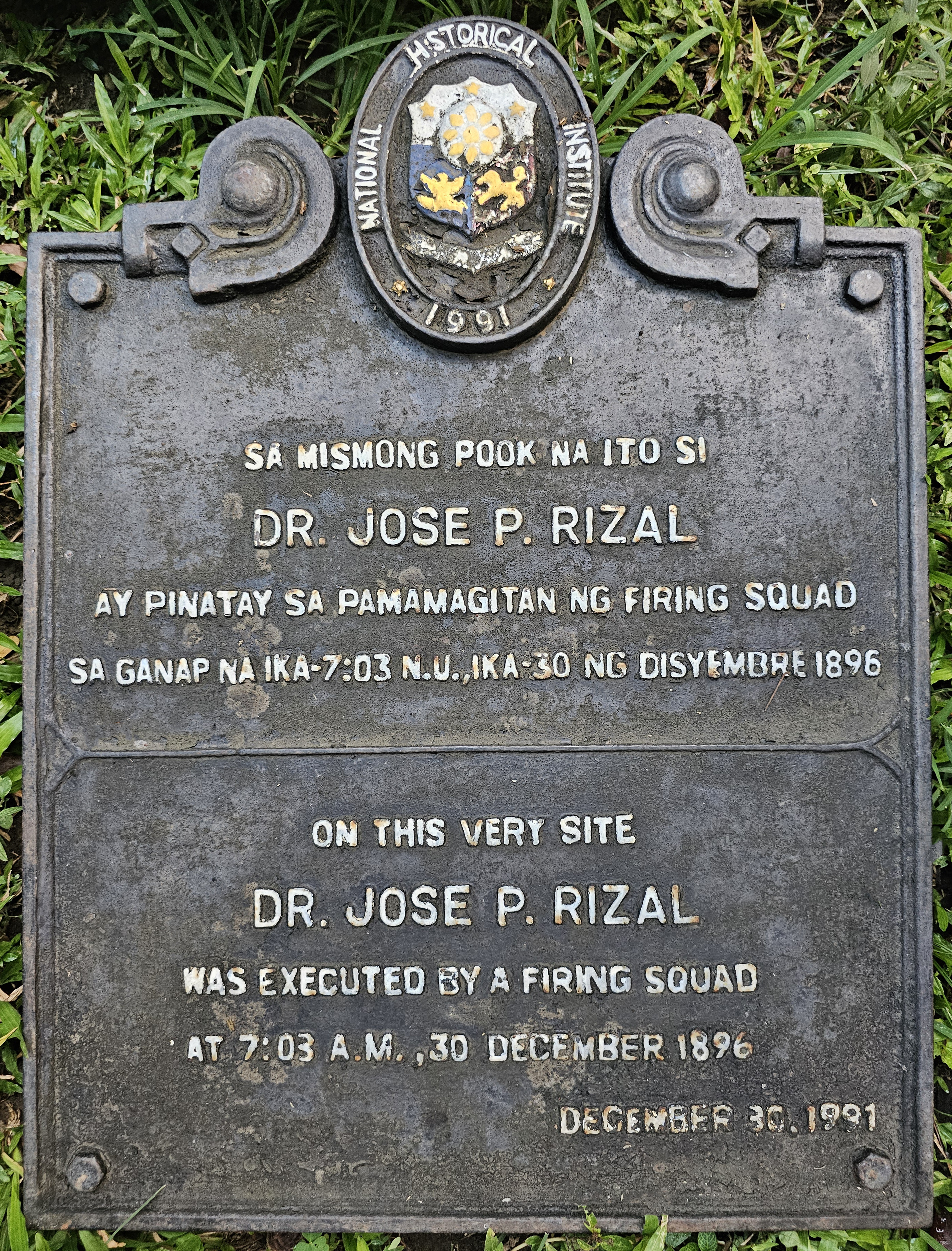
Памятная плита на месте казни Рисаля.

В 1896 году восстание, начатое революционной организацией «Катипунан», превратилось в Филиппинскую революцию. Рисаль ранее добровольно предложил испанским властям службу в качестве врача на Кубе. Генерал-губернатор Рамон Бланко разрешил ему отъезд на Кубу для борьбы жёлтой лихорадкой. Рисаль со своей гражданской женой Жозефиной покинули Дапитан 1 августа 1896 года с рекомендательным письмом от Бланко. Основной причиной отъезда стало то, что Рисаль знал о подготовке восстания, но считал его не только преждевременным, но и самоубийственным.
Рисаля арестовали по пути на Кубу в Испании и заключили под стражу в Барселоне 6 октября 1896 года. Он был отослан назад в Манилу для суда по обвинению в связях с членами «Катипунана». На протяжении всего путешествия он не имел постоянного конвоя и легко мог бежать, но не сделал этого.
Во время заключения в форте Сантьяго, Рисаль написал манифест, в котором отмежевался от восстания Бонифасио и Агинальдо. Он заявил, что для достижения реальной свободы филиппинцам сначала нужно образование и формирование национального самосознания, но не отрёкся от конечной цели революции — независимости Филиппин.
Военный трибунал судил Рисаля за восстание, мятеж и заговор. Он был осуждён по всем трём обвинениям и приговорён к расстрелу. Этот суд считали фарсом даже выдающиеся испанцы тех дней. Генерал-губернатор Рамон Бланко, который до некоторой степени симпатизировал Рисалю, был отстранён от власти 13 декабря, под давлением консервативных сил. На его место был назначен Камильо де Полавьеха. Новый генерал-губернатор Филиппин с ведома королевской семьи утвердил приговор. Сам Рисаль заранее, ещё в Дапитане, комментировал это так: «Я счастлив, что могу принести небольшую жертву за дело, которое считаю святым»…
30 декабря 1896 года расстрел произвёл взвод филиппинских солдат испанской армии «под прицелом и надзором» большого количества регулярных испанских войск и толпы испанских патриотов. Во время казни толпа кричала «Да здравствует Испания!» Перед расстрелом испанский военный врач констатировал, что у Рисаля нормальный пульс, а в последних словах Хосе процитировал Христа — «consummatum est!»

## Литературное творчество
- Первое стихотворение Рисаля («Моим сверстникам») было написано в восьмилетнем возрасте, последнее (традиционно именуется «Последнее прощай», но в оригинале заглавие отсутствует) — в последние дни перед казнью; оно считается лучшим поэтическим произведением автора и выдающимся произведением филиппинской и испаноязычной поэзии.
- В романе «Не прикасайся ко мне» (1887) писатель воссоздал широкую картину жизни своего народа во второй половине XIX века. Колониальные порядки и, в особенности, испанское монашество в романе изображены в сатирически-обличительном ключе[39]. Главный герой, Хуан Крисостомо Ибарра, вернулся из Европы на родину с мечтой о широкой просветительской деятельности, о том, чтобы облегчить жизнь своему народу. Жестоко оклеветанный и попавший в тюрьму в результате неправедного суда, переживший крушение своей любви, он вынужден вновь покинуть Филиппины. Некоторые эпизоды в судьбе главного героя пророчески перекликаются с будущей судьбой самого писателя.  Название романа «Не прикасайся ко мне» заимствовано автором из Евангелия от Иоанна: эти слова воскресший Христос говорит Марии Магдалине. Офтальмологи так же называли рак век. Некоторые биографы полагают, что под злокачественной опухолью Рисаль подразумевал испанское монашество на Филиппинах.[11]
- Дальнейшие события биографии Ибарры излагаются в романе «Флибустьеры» (1891): главный герой возвращается в родные места под видом богатого ювелира Симоуна и вместе со своими друзьями — представителями передовой интеллигенции — отстаивает, по его мнению, интересы трудового народа. В романе блестяще раскрыта тема левого фашизма, когда для создания революционной ситуации революционеры сознательно всячески ухудшают положение простых людей. Во «Флибустьерах» описано состояние амок такого революционера. Некоторые исследователи находят в этом романе влияние «Бесов» Достоевского.

Мотивы второго романа Рисаля использовали филиппинские писатели XX века Ник Хоакин «Пещера и тени», «Легенда о донье Херониме» и Амадо Эрнандес «Хищные птицы». Рисаль часто упоминается в романе Мигеля Сихуко «Просвещённые», который переведён на русский и получил в 2008 году премию Паланки (Азиатский Букер) — высшую литературную награду Филиппин.
Среди переводчиков произведений Рисаля на русский Павел Грушко, Евгений Долматовский. На немецкий произведения Рисаля переводил Фердинанд Блюментритт, на английский Ник Хоакин.

## Последнее прощай
- В заключении накануне казни Рисаль написал своё знаменитое стихотворение прощания с любимой родиной и народом. Он спрятал рукопись внутри пустой керосиновой лампы и во время последнего свидания передал эту лампу сестре, шепнув: «Там, внутри…» Стихотворение не имеет названия, но обычно называется по первой строчке «Последнее прощай» — «Mi último adiós».

Прощай, мой дом желанный и солнце в ясной дали,
Жемчужина Востока, потерянный наш рай.
Пусть жизнь моя прервётся, умру я без печали.
И если б сотни жизней мне в будущем сияли, —
Я с радостью бы отдал их за тебя, мой край!
Родные Филиппины, я вас зову проститься,
Вы боль моя и мука, душа моя и плоть.
Я ухожу, оставив любовь, родные лица,
Туда, где над рабами палач не поглумится,
Где честь не есть проклятье, а правит лишь Господь.

(Перевод П. Грушко)
Стихотворение стало символом борьбы против колонизаторов не только на Филиппинах, но и в регионе. Индонезийские бойцы, освобождая свою родину, пели его перед боем.

## Память

### Памятники и памятные места
- Рисаль-парк в Маниле. Достопримечательность парка — памятник Хосе Рисалю, выполненный из гранита и бронзы. Он был открыт 30 декабря 1913 года, в день 17-й годовщины со дня его казни. На мемориальной табличке высечены слова стихотворения Рисаля «Последнее прощай», а сам монумент охраняется солдатами, которых называют Рыцарями Рисаля. Посещение этого монумента и возложение венка к его основанию стали почти протокольным мероприятием для посещающих Филиппины политических деятелей.
- Памятник писателю стоит на площади Рисаля в Биньяне, Филиппины.
- В Японии бюст писателя стоит в парке Хибия.
- Бюст Рисаля установлен в чешском городе Литомержице.
- Памятники национальному герою Филиппин есть также в Сингапуре и Лиме(Перу).
- Рисаль (провинция) — провинция в регионе Калабарсон.

### Биографии и книги о Рисале
Первую биографию Рисаля, «Vida y Escritos del José Rizal» («Жизнь и произведения Хосе Рисаля»), написал его политический оппонент, а впоследствии почитатель Венсеслао Ретана. Биографии Рисаля также написали на испанском Мигель де Унамуно, на немецком Фердинанд Блюментритт — австрийский учёный, друг Рисаля. Книги о Рисале выходят в США, Японии, Нидерландах, Чехии. Джавахарлал Неру посвятил Рисалю главу в книге «Взгляд на всемирную историю». В Манильском университете читают курсы рисалеведенья. На русском языке биографию Рисаля написал И. В. Подберёзский.

## Издания произведений на русском языке
- Х. Рисаль. Избранное. М., Издательство восточной литературы, 1961.
- Х. Рисаль. «Не прикасайся ко мне». М., «Художественная литература», 1963 (серия «Библиотека исторического романа»).
- Х. Рисаль. «Флибустьеры». М., «Художественная литература», 1965 (серия «Библиотека исторического романа»).
- «Современная филиппинская поэзия» (сборник). М., «Прогресс», 1974.
- «Бамбуковая флейта» (сборник). М., «Наука», 1977.
- Х. Рисаль. Сочинения в двух томах. М., «Художественная литература», 1986.